# Paul Dijoud
 (septembre 2021).
Paul Dijoud, né le 25 juin 1938 à Neuilly-sur-Seine, est un haut fonctionnaire et homme politique français.

## Biographie

### Jeunesse et études
Paul Dijoud étudie à l'Institut d'études politiques de Paris, dont il sort diplômé en 1960. Il intègre quatre ans plus tard l’École nationale d'administration (1964-1966 promotion « Montesquieu »).

### Parcours politique
En 1967, Paul Dijoud est élu député giscardien dans les Hautes-Alpes. Il conserve ce siège jusqu'en 1973. Il est parallèlement maire de Briançon de 1971 à 1983. À ce titre, il est président du Parti républicain pour la région Provence-Alpes-Côte d'Azur.
En 1973, il intègre le gouvernement en tant que secrétaire d’État auprès du Premier ministre de 1973 à 1974 au sein du gouvernement de Pierre Messmer. Il sera secrétaire d’État chargé de l’Environnement au ministère des Affaires culturelles et de l’Environnement du 1er mars 1974 au 8 juin 1974.
Il est secrétaire d’État auprès du ministre du Travail (travailleurs immigrés) du 22 juillet 1974 au 25 août 1976 au sein du gouvernement de Jacques Chirac sous la présidence de Valéry Giscard d'Estaing puis à la même fonction du 28 août 1976 au 29 mars 1977 au sein du gouvernement de Raymond Barre. Il met en place le droit au regroupement familial en avril 1976 pour mieux intégrer les étrangers déjà établis en France.
Il est secrétaire d’État auprès du ministre de l’Équipement et de l’Aménagement du territoire (aménagement du territoire) du 29 mars 1977 au 8 juin 1977 au sein du gouvernement de Raymond Barre.
Secrétaire d’État à la Jeunesse et aux Sports du 8 juin 1977 au 31 mars 1978 au sein du gouvernement de Raymond Barre, il est ensuite secrétaire d’État auprès du ministre de l’Intérieur (départements et territoires d’outre-mer) du 3 avril 1978 au 13 mai 1981 au sein du gouvernement de Raymond Barre.
Il est maire des Orres du 9 mars 2006 à mars 2014.

### Carrière professionnelle
- Directeur général de la Compagnie commerciale Sucres et Denrées de 1982 à 1987.

- Directeur général de la Comidex de 1984 à 1986.

### Carrière diplomatique
- Ambassadeur en Colombie de 1988 à 1991.

- Nommé par François Mitterrand de 1991 à 1992 directeur des Affaires africaines et malgaches au ministère des Affaires étrangères

- Ambassadeur au Mexique de 1992 à 1994.

- En 1994, ministre d’État de la principauté de Monaco.

- Nommé en 1997 par Jacques Chirac chargé de mission à l’Élysée pour l’Amérique latine.

- Ambassadeur extraordinaire et plénipotentiaire en Argentine de 1997 à juin 2003.

## Rwanda
- Dans le cadre de sa fonction de directeur des Affaires africaines et malgaches au ministère des Affaires étrangères de 1991 à 1992, Paul Dijoud a connu de très près les prémices de la crise du Rwanda.

- Il s'est rendu au Rwanda en juillet 1991.

- En septembre 1991, dans le cadre de ses fonctions, il a rencontré avec Jean-Christophe Mitterrand le Major Paul Kagame chef de la rébellion à l'époque (vice-Président du Front patriotique rwandais) et devenu depuis Président du Rwanda[3].

- Paul Kagame affirme avoir rencontré de nouveau Paul Dijoud en janvier 1992 et à cette occasion, ce dernier lui aurait prédit : « Si vous n’arrêtez pas le combat, si vous vous emparez du pays, vous ne retrouverez pas vos frères et vos familles, parce que tous auront été massacrés. » Interrogé par Le Figaro en 1998, Paul Dijoud affirmera ne pas se souvenir de cette visite[4].

- le 11 mars 1992 : Dans une note à l’intention du ministre des Affaires étrangères, Paul Dijoud préconise un « renforcement de l’appui de la France à l’armée rwandaise ».

## Décorations
- Médaille d'honneur de l'engagement ultramarin, échelon or (2022) au titre d' « ancien secrétaire d'État aux DOM-TOM »[5].